# Piteas
Piteas (en griego antiguo: Πυθέας, Pythéas) fue un explorador griego de Massalia, antigua colonia griega fundada por los focenses (hoy la moderna Marsella), que realizó un extraordinario viaje marítimo en el que llegó hasta áreas muy septentrionales de Europa en algún momento del último tercio del siglo IV a. C.
Se trata del primer navegante mediterráneo que recorrió los mares del norte de Europa y proporcionó noticias acerca de los pueblos que habitaban sus costas, así como observaciones de carácter científico. Polibio y Estrabón, que recogen algunos de los pocos datos que se conocen acerca de su periplo, lo consideraron, sin embargo, como un fabulador.

## Periplo de Piteas

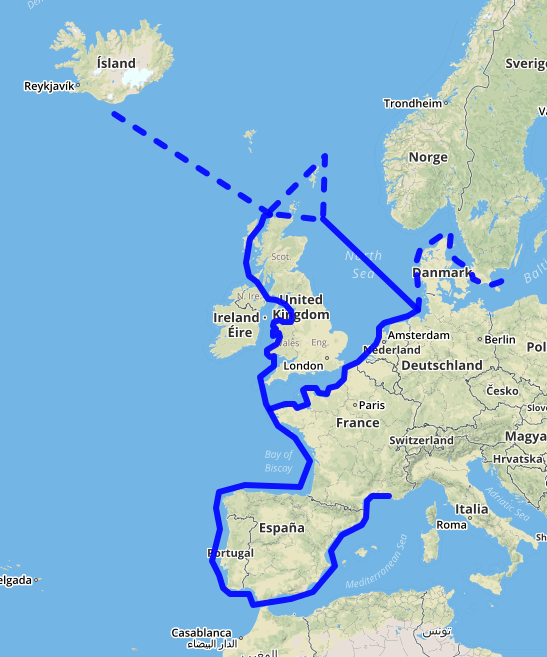
Mapa donde figura la hipotética ruta seguida por Piteas. Las secciones de la ruta más dudosas están marcadas con línea discontinua.

En su viaje salió desde Massalia, atravesó el estrecho de Gibraltar, pasó junto al cabo Sagrado, y el cabo Cabeo, donde habitaban los ostimnios (en la península de Bretaña). A continuación llegó a Gran Bretaña y, más allá, descubrió una lejana tierra a la que llamó Tule. Hasta hoy, los expertos discuten si Tule sería Islandia, una de las islas Feroe o incluso una parte de Noruega. Enfilando incansablemente hacia el norte, cruzó el círculo ártico, hasta que los témpanos no le dejaron avanzar más. 
Estrabón recoge una información de Piteas que indicaba que los habitantes de las zonas próximas a la zona glacial se alimentaban de mijo, hierbas, frutos silvestres, raíces, y que tenían una bebida hecha de grano y miel. También mencionaba que, a causa de las condiciones climatológicas, debían realizar la trilla del grano en lugares cerrados.
Desde Tule, regresó a Bretaña, recorrió la costa de los Países Bajos y Alemania y, a un día de navegación del estuario del Metuonis, donde habitaba la tribu de los gotones, llegó a una isla llamada Abalus donde observó el comercio del ámbar. Luego regresó sano y salvo al puerto de Massalia. Una vez de vuelta, enriquecido con la mercancía conseguida, escribió un libro relatando con detalle y objetividad su viaje, Sobre el Océano (Περί τοῦ Ὠκεανοῦ), siendo este uno de los considerados periplos de la antigüedad, antecesores de los actuales derroteros.

## Objetivos del viaje
Acerca de los fines del viaje, hay historiadores que estiman que fueron principalmente científicos, para tratar de comprobar algunas de las teorías que surgieron en su época; otros sin embargo, abogan por fines económicos relacionados con el comercio de estaño o de ámbar. Por otra parte, también se ha sugerido que el periplo de Piteas podría haberse realizado por encargo de Alejandro Magno con vistas a una posible expedición de conquista hacia zonas de Europa Occidental.
Se especula que su viaje pudo realizarse por un descuido temporal del bloqueo del estrecho de Gibraltar por parte de los cartagineses entre 306 y 310 a. C., debido a sus luchas con los griegos de Sicilia. Otros suponen que franqueó el lugar en navegación nocturna, en 325 a. C. Hasta entonces los cartagineses controlaban el estrecho, impidiendo franquearlo para así defender sus colonias y ocultar la ruta hacia los centros de producción de estaño, que ellos monopolizaban desde su colonia de Gadir. Por tanto, la única ruta para conseguir estaño (principal componente del bronce), que supuestamente era producido en minas del norte de Europa, sin comerciarlo con los cartagineses era cruzando por tierra toda la Galia a través de la conocida como ruta del estaño. 
Algunos estudiosos, como Bruno Luiselli, sin embargo, opinan que, para evitar el bloqueo al que los cartagineses habrían tenido sometido el estrecho de Gibraltar, su viaje habría empezado en el golfo de Vizcaya, donde habría llegado por vía terrestre o fluvial.

## Logros
Piteas fue uno de los navegantes más científicos de la antigüedad. Determinó la posición precisa del polo norte celeste (que no coincide exactamente con la estrella polar) y calculó la latitud de su ciudad (Marsella) con un mínimo de error (43º3’N en lugar de los 43º17’N reales). En su viaje hizo observaciones del sol que contribuyeron a que geógrafos posteriores identificaran paralelos de latitud. Fue el primero en observar el sol de medianoche, la aurora boreal y en vincular las fases de la luna con las mareas.
Durante varios siglos, todo lo conocido sobre las regiones nórdicas (Bretaña, Irlanda, Gran Bretaña y el mar del Norte) derivó de la información que él aportó. Registró el nombre local de las islas británicas en griego, Πρεττανική (Prettanikḗ), que luego derivó en los textos del historiador Diodoro en Pretannia, y posteriormente, Britannia.
Según Adolfo J. Domínguez Monedero, hasta el viaje de Piteas los griegos desconocían el hecho de que Iberia es una península.

## Consideración de autores posteriores
A causa de los relatos de sucesos «extraños» que aparecen en sus escritos, muchos sabios de la antigüedad desdeñaron sus enseñanzas como absurdas, incluso si daban crédito a leyendas y noticias más extrañas aún. Entre los que lo trataron de embustero se encuentran Polibio, Artemidoro y Estrabón. No obstante, entre sus defensores había eruditos de no menor consideración, como Timeo, Hiparco, Eratóstenes o Posidonio. Aunque ninguno de los escritos de Piteas se ha conservado íntegro, han llegado a la actualidad buena parte de sus ideas gracias a las continuas polémicas que se mantuvieron por su causa.
La isla de Tule mencionada por Piteas se convirtió en un tema de gran fama entre los autores de la antigüedad. Entre ellos, Antonio Diógenes escribió una novela titulada Maravillas más allá de Tule. Por otra parte, el camino de vuelta realizado por Piteas por las tierras del norte y del oeste de Europa fue un nuevo marco geográfico que algunos autores escogieron como el camino del retorno de la mítica expedición de los Argonautas.

## Eponimia
- El cráter lunar Pytheas lleva este nombre en su memoria.[19]
- El asteroide (22283) Pytheas también conmemora su nombre.[20]